# Солянка (Нарімановський район)
Солянка  (рос. Солянка) — село у Нарімановському районі Астраханської області Російської Федерації.
Населення становить 5332 особи (2014). Входить до складу муніципального утворення Солянська сільрада.

## Історія
Населений пункт розташований на території українського етнічного та культурного краю Жовтий Клин. Від 1931 року належить до Нарімановського району.
Згідно із законом від 6 серпня 2004 року органом місцевого самоврядування до 1 вересня 2016 року було Солянська сільрада.

## Населення
| 2002 | 2010  | 2013  | 2014  |
| ---- | ----- | ----- | ----- |
| 3188 | ↗3738 | ↗5089 | ↗5332 |